# سام ۴۱
سام ۴۱ (به انگلیسی: Sum 41) یک گروه راک کانادایی از شهر آژاکس، انتاریو است که در سال ۱۹۹۶ آغاز به کار کرد.
ترکیب گروه متشکل از دریک ویبلی (خواننده اصلی، گیتار ریتم)، تام ثکر (گیتار لید، همخوان) و جیسون مک‌کاسلین (گیتار بیس، همخوان) است. در آوریل ۲۰۱۳ درامر گروه استیو جاچ خروج خود را از گروه اعلام کرد.

## اعضا

### اعضای کنونی
- دریک ویبلی : خواننده اصلی، گیتار ریتم (۱۹۹۸ تاکنون)، گیتار لید (۱۹۹۶-۱۹۹۸)
- جیسون مک‌کاسلین : بیس، همخوان  (۱۹۹۹ تا کنون)
- تام ثکر : گیتار لید، کیبورد، هم‌خوان  (۲۰۰۹ تا کنون)

### اعضای پیشین
- استیو جاچ : درام، پرکاشن  (۱۹۹۶ تا ۲۰۱۳)
- دیو بکش : گیتار لید، خواننده  (۱۹۹۷ تا ۲۰۰۶)
- مارک اسپیکالوک : بیس، خواننده  (۱۹۹۶ تا ۱۹۹۷)
- مارک کوستانزو : گیتار  (۱۹۹۶ تا ۱۹۹۷)